# Egyszerű kordofon hangszerek

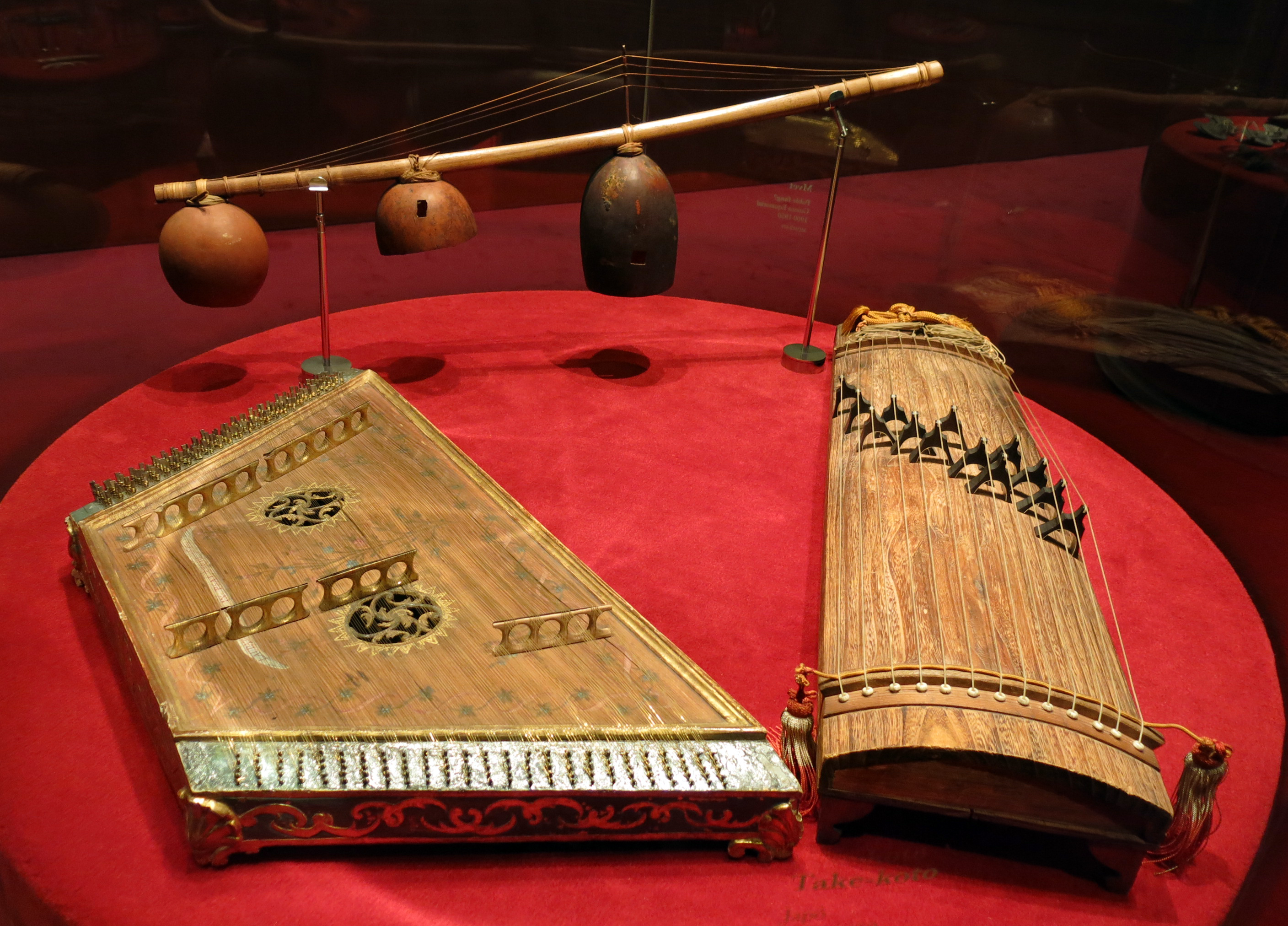
Rúdcitera, lapos citera, domború citera

Az egyszerű kordofon hangszerek vagy citerák a hangszerek Sachs–Hornbostel-féle osztályozása szerint a kordofon hangszerek egyik alapvető kategóriája az összetett kordofon hangszerek mellett.
Az egyszerű kordofonok az eredeti definíció szerint olyan húros hangszerek, melyek kizárólag húrhordozóból, vagy egy húrhordozóból és egy szervetlenül hozzáillesztett rezonátortestből állnak, amelyek a hangszer tönkretétele nélkül elválaszthatók egymástól. Az egyszerű kordofon hangszerek húrjai egyszerűen egy húrhordozó test két végpontja között feszülnek; rezonátortestük, ha van egyáltalán, csak ehhez a húrhordozóhoz kapcsolódik és elvileg le is választható róla. Az összetett kordofon hangszereknél ezzel szemben a húr egyik vége kapcsolódik csak közvetlenül egy húrhordozóhoz, a másik vége, pontosabban rezgési végpontja a rezonátortesthez csatolódik.
Az egyszerű kordofonok legismertebb formái a botciterák (zenélő íj), a domború citerák (kucseng, koto) és a lapos citerák (pszaltérium, citera, cimbalom, zongora).